# Primetime-Emmy-Verleihung 1950
Die 2. Emmy-Verleihung fand am 27. Januar 1950 im Ambassador Hotel in Los Angeles, Kalifornien, USA statt. Wie im Vorjahr waren lediglich in Los Angeles produzierte TV-Shows und ansässige Fernsehstationen nominiert.

## Nominierungen und Gewinner

### Programmpreise
| Kategorie                                                                                              | Preisträger | Programm                       | Nominierungen |
| --- | ----------- | ------------------------------ | --- |
| Best Film Made For & Viewed On Television In 1949 – 1950 (Bester Fernsehfilm 1949–1950)                |             | The Life of Riley, KNBH        | Fireside Theater, KNBH (Folge 1.5 Time Bomb) Fireside Theater, KNBH (Folge 2.2 Vain Glory) The Lone Ranger, KECA The Silver Theatre, KTTV (Folge 1.12 The Guiding Star) Your Show Time, KNBH |
| Best Kinescope Show (Beste Kinescope-Show)                                                             |             | Texaco Star Theatre, KNBH, NBC | The Fred Waring Show, KTTV, CBS The Goldbergs, KTTV, CBS Studio One, KTTV, CBS |
| Best Live Show (Beste Live-Show)                                                                       |             | The Ed Wynn Show, KTTV         | Pantomime Quiz, KTTV Your Witness, KECA |
| Best Public Service, Cultural Or Educational Program (Bestes Informations-, Kultur- oder Lehrprogramm) |             | Crusade in Europe, KECA, KTTV  | Ford News & Weather, KNBH Kathy Fiscus Rescue, KTLA Man’s Best Friend, KTLA Nuremberg Trials, KTSL Teleforum, KTSL                                                                           |
| Best Sports Coverage (Beste Sportsendung)                                                              |             | Wrestling, KTLA                | Amateur Boxing, KTLA Baseball, KLAC College Basketball, KTTV Ice Hockey, KTLA USC-UCLA Football, KECA                                                                                        |
| Best Children’s Show (Beste Kindersendung)                                                             |             | Time for Beany, KTLA           | Cyclone Malone, KNBH Kukla, Fran and Ollie, KNBH |

### Moderatorenpreise
| Kategorie                                                                | Preisträger        | Programm | Nominierungen                                                                      |
| ------------------------------------------------------------------------ | ------------------ | -------- | ---------------------------------------------------------------------------------- |
| Most Outstanding Kinescoped Personality (Beste Kinescope-Persönlichkeit) | Milton Berle, KNBH |          | Fran Allison, KNBH Arthur Godfrey, KTTV                                            |
| Most Outstanding Live Personality (Beste Live-Persönlichkeit)            | Ed Wynn, KTTV      |          | Tom Harmon, KFI, KECA und KTTV Mike Stokey, KTTV und KTLA Bill Welsh, KFI und KTLA |

### Sonderpreise
| Kategorie                                      | Preisträger                                     | Programm | Nominierungen |
| ---------------------------------------------- | ----------------------------------------------- | -------- | ------------- |
| Station Award                                  | KTLA (außergewöhnliche Leistungen im Jahr 1949) |          |               |
| Station Award – Honorable Mention (Ehrenpreis) | KECA                                            |          |               |
| Best Commercial (Beste Werbung)                | Lucky Strike                                    |          |               |